# وقعة طلال الثانية
وقعة طلال (وتُسمى أيضًا وقعة طلال الثانية) هي معركة وقعت في سنة 1290هـ (1873م) بين الروقة من قبيلة عتيبة بقيادة مسلط بن محمد بن ربيعان، وإمارة نجد ومن معها بقيادة سعود بن فيصل آل سعود. وسُميت بهذا الإسم نسبةً إلى جبل طلال الذي وقعت المعركة فيه، وطلال جبل مشهور يقع في عالية نجد.

## المعركة
بعد وقعة البرة في سنة 1288 للهجرة، وفد رؤساء القبائل لتهنئة الإمام سعود بن فيصل آل سعود على انتصاره على أخيه الإمام عبد الله إلا أن مسلط بن ربيعان شيخ عتيبة لم يفد عليه، فنقم عليه الإمام سعود وحين أستتبت الأمور وانتهت إليه خرج لمقاتلته، وقيل سبب هجومه هو ميول مسلط بن ربيعان للإمام عبد الله بن فيصل آل سعود. وقد انضمت إليه قبائل العجمان ومطير وسبيع والسهول والدواسر. وصل النذير إلى الشيخ مسلط قبل وصول الجيش وكان مسلط ومن معه موجودين في عالية نجد عند جبل طلال.
قام مسلط بن ربيعان بإبعاد النساء والأموال عن موقع المعركة واستعد بمن معه للقتال وكان عددهم 800 رجل، وعدد جيش الإمام سعود 8000 مقاتل. اقتتل الفريقان من الصبح حتى وقت الظهر ثم انهزم الإمام سعود واستولى الروقة على مخيمه وخيله وتبعوا المنهزمين من جيش الإمام فقتلوا كثيراً منهم ومات بعضهم عطشاً وهرب الإمام سعود ومن بقي معه إلى الرياض وهو مصاب، وتسببت اصاباته بوفاته بعد فترة. كانت هذه المعركة حاسمة في تاريخ الإمام سعود والذي لم تقم له قائمة بعد ذلك.
ووصف الشاعر بولس سلامة، وقعة طلال في قصيدته التي اسمها أولاد فيصل، وابياتها: